# بصليا
بصلية أو بصليا هي إحدى القرى اللبنانية من قرى قضاء جزين في محافظة الجنوب.